# Succus
Succus, auch Sucus oder eingedeutscht Sukkus (lateinisch für „Saft“; Plural Succi) ist ein Begriff, der heutzutage vor allem im pharmazeutischen oder allgemein medizinischen Bereich Anwendung findet. Im pharmazeutischen Kontext bezeichnet er einen zu Heilzwecken verwendeten Pflanzensaft, insbesondere einen eingedickten Saft. Succus bezieht sich nicht auf die inhaltliche Zusammensetzung.
In Österreich bedeutet das Wort in der Alltagssprache die Essenz, das Wesentliche einer Sache. 